# Clair Engle
Clair Engle, född 21 september 1911 i Bakersfield, Kalifornien, död 30 juli 1964 i Washington, D.C., var en amerikansk demokratisk politiker. Han representerade delstaten Kalifornien i båda kamrarna av USA:s kongress, först i representanthuset 1943-1959 och sedan i senaten från 1959 fram till sin död.
Engle utexaminerades 1930 från Chico State Teachers College (numera California State University, Chico). Han avlade 1933 juristexamen vid University of California. Han var distriktsåklagare i Tehama County 1934-1942 och ledamot av delstatens senat 1943.
Kongressledamoten Harry Lane Englebright avled 1943 i ämbetet. Engle vann fyllnadsvalet för att efterträda Englebright i representanthuset. Han omvaldes sju gånger.
Engle besegrade guvernören Goodwin Knight i senatsvalet 1958. Han efterträdde William F. Knowland som senator för Kalifornien i januari 1959. Han diagnosticerades 1963 med hjärntumör. Engle hade förlorat sin talförmåga men han uppträdde ändå i senaten den 10 juni 1964 för att försvara afroamerikanernas medborgerliga rättigheter. Motståndarna till medborgarrättslagen använde filibustertaktiken och det behövdes två tredjedelars majoritet (numera tre femtedelar räcker) i senaten för att avsluta debatten. I stället för att yttra sin ja-röst (aye) med ord för en tvångsavslutning av debatten, pekade Engle på sitt öga (eye). 71 ja-röster, Engles röst bland dem, var fyra fler än vad som krävdes. Nio dagar senare kunde Civil Rights Act godkännas av senaten. Engle avled några veckor senare i ämbetet och efterträddes av Pierre Salinger.
Engles grav finns på Oak Hill Cemetery i Red Bluff.